# 加古川市立氷丘南小学校
加古川市立氷丘南小学校（かこがわしりつ ひおかみなみしょうがっこう）は、兵庫県加古川市加古川町にある公立小学校である。

## 沿革

### 経緯
加古川市立氷丘南小学校は、1979年、加古川市立氷丘小学校より分離、設立された。

### 年表
- 1979年4月 -  加古川市立氷丘小学校より分離し、加古川市立氷丘南小学校として創立される。
- 1981年4月 -  心身障害児学級増設（言語2学級 難聴1学級 弱視1学級）される
- 1982年2月 -  兵庫県・加古川市教育委員会指定 障害児教育研究発表を行う
- 1992年4月 -  制服が制定される
- 1995年1月 -  兵庫県南部地震により体育館、高架水槽が被災。被災地から児童17名を受け入れ
- 1995年2月 -  社会福祉協議会指定 福祉教育実践紙上発表する
- 1995年9月 -  留守家庭児童専用教室が完成する。 氷丘南児童クラブを開所する
- 1996年2月 -  トランペットクラブ 西日本バンドフェスティバル出場する
- 1997年10月 -  障害児教育研究発表を行う

## 学校教育目標
認め合い 支え合う 子ども

―個性豊かで、思いやりの心を持った児童の育成―

## 学校行事
| - 4月 始業式、入学式 - 5月 運動会 - 6月 | - 7月 修業式 - 8月 - 9月 始業式 | - 10月 修学旅行 - 11月 - 12月 修業式 | - 1月 始業式 - 2月 - 3月 修業式、卒業式 |

## 通学区域
- 加古川市[1]
  - 加古川町の一部

おおむね加古川駅と加古川バイパスに挟まれた区域である。

## 進学先中学校
- 加古川市立氷丘中学校[1]

## 交通
- JR西日本山陽本線加古川駅より徒歩 7分

## 著名な出身者
- 久保利明（将棋棋士）
- 高瀬耕造（NHKアナウンサー）
- 稲葉聡（将棋アマ強豪、3年次に転入）
- 稲葉陽（将棋棋士）